# Nils Ušakovs

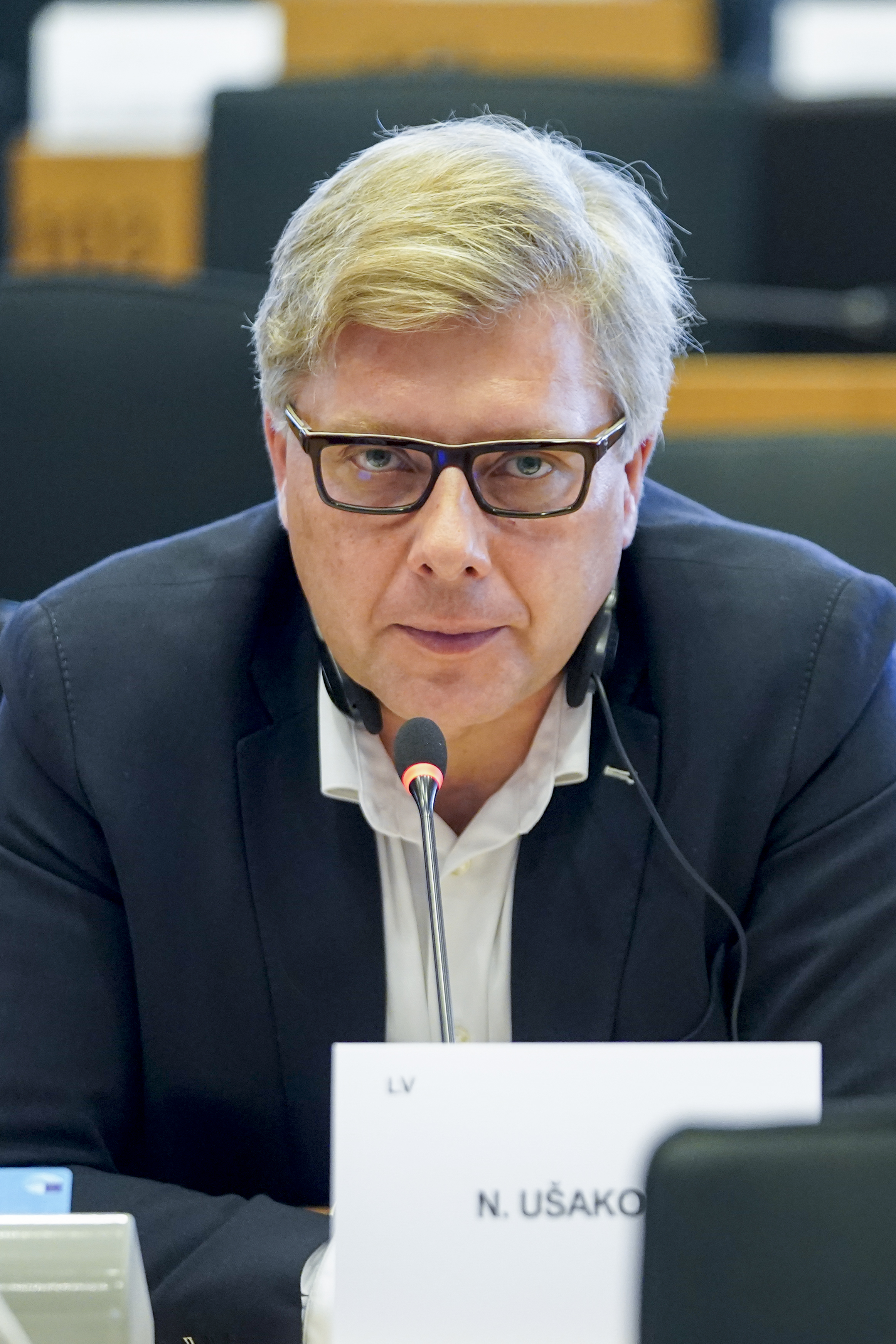
Nils Ušakovs (2024)

Nils Ušakovs (russisch Нил Валерьевич Ушаков/Nil Walerjewitsch Uschakow, * 8. Juni 1976 in Riga, damals Lettische SSR, Sowjetunion) ist ein lettischer Journalist und Politiker. Er ist Angehöriger der russischsprachigen Minderheit in Lettland, ehemaliger Bürgermeister von Riga und Vorsitzender der Sociāldemokrātiskā partija „Saskaņa“.

## Leben
Die Großeltern von Ušakovs zogen 1940 nach Riga. Seine Mutter war Lehrerin für russische Sprache, der Vater Ingenieur. Er besuchte die Schule im Stadtteil Imanta und studierte Sozialwissenschaften an der Universität Lettlands. 1999 erhielt Ušakovs die lettische Staatsbürgerschaft. 2002 schloss er an der Süddänischen Universität mit einem Magistergrad ab.

### Journalismus
Ušakovs arbeitete für die baltische Abteilung des russischen TV-Senders NTW und das lettische Fernsehen. Später war er Redakteur bei den Zeitungen Respublika (Республика) und Telegraf (Телеграф) sowie dem russischsprachigen TV-Sender TV5 Riga und der Nachrichtenagentur ITAR-TASS. Seit 2006 widmet sich Ušakovs vollständig der Politik.

### Politik
2005 trat Ušakovs auf Einladung von Jānis Urbanovičs in die Tautas Saskaņas partija ein. Als sich im November desselben Jahres das aus mehreren Linksparteien bestehende Bündnis Saskaņas Centrs bildete, wurde Ušakovs zum Vorsitzenden gewählt. Er war ab 2006 Abgeordneter in der 9. Saeima.
Nach den lettischen Kommunalwahlen im Juni 2009 wurde er von der Koalition aus Saskaņas Centrs und Latvijas Pirmā partija/Latvijas Celš zum Vorsitzenden des Rigaer Stadtrats und damit zum Bürgermeister von Riga, gewählt. Er ist der erste ethnische Russe in diesem Amt seit der Wiederherstellung der Unabhängigkeit Lettlands 1991. Seitdem plädiert er für eine Annäherung an Russland, den Ausbau des Güterverkehrs im Rigaer Hafen und den Ausbau des Tourismus, da Riga von der Finanzkrise ab 2007 besonders hart getroffen wurde.
Im Dezember 2009 war Ušakovs Mittelpunkt eines Skandals, als ein Auszug aus einem Sitzungsprotokoll des Stadtrats veröffentlicht wurde. Ušakovs hatte sehr rüde russische Schimpfworte verwendet.
Bei den Wahlen zur 11. Saeima war Ušakovs zusammen mit Urbanovičs Kandidat des Saskaņas Centrs für das Amt des Ministerpräsidenten.
Am 5. April 2019 wurde Ušakovs von Juris Pūce, dem für die Kommunalaufsicht zuständigen Minister für Umweltschutz und Regionalentwicklung, als Bürgermeister von Riga amtsenthoben. Der Minister begründete die Entlassung mit der „Nichterfüllung gesetzlicher Verpflichtungen und Verstößen gegen behördliche Vorschriften“ und ließ die Ušakovs zur Last gelegten Rechtsverstöße im Einzelnen veröffentlichen. Es ging unter anderem um Korruption bei der Beschaffung von Bussen für die städtischen Verkehrsbetriebe, worin sowohl der Vizebürgermeister als auch der Bürgermeister verstrickt zu sein scheinen, und um Ungereimtheiten beim Verbleib der Gewinne aus der Parkraumbewirtschaftung. Ušakovs bezeichnete die Amtsenthebung als „politisch motiviert“ und klagte dagegen. Das Verwaltungsgericht wies seine Klage am 8. April 2020 zurück. Es bestätigte, dass finanzielle Manipulationen bei den Stadtwerken (Rīgas satiksme) illegal waren, dass Ušakovs seiner Aufsichtspflicht nicht nachgekommen sei und dass er die Aufklärung der Vorfälle behindert habe. Das Gerichte urteilte, dass Ušakovs gegen mehrere Gesetze verstoßen habe und dass die Amtsenthebung „notwendig, begründet und verhältnismäßig“ gewesen sei.
Bei den Europawahlen 2019 kandidierte Nils Ušakovs als Spitzenkandidat der Partei Sociāldemokrātiskā partija „Saskaņa“ (SDPS), der ebenfalls entlassener Vizebürgermeister von Riga, Andris Ameriks, kandidierte auf Listenplatz 2; beide wurden gewählt. Viele Letten sahen darin den Versuch, der Aufarbeitung des Korruptionsfalls bzw. einer Verfolgung durch die lettischen Behörden zu entgehen, da die beiden Politiker als Abgeordnete Immunität genießen. Ein Gerichtsprozess gegen Ušakov endete am 21. Dezember 2022 mit einem Freispruch. Bei der Europawahl 2024 wurde Ušakovs in das Europäische Parlament wiedergewählt.

## Privatleben
Ušakovs ist seit 2014 in dritter Ehe mit der ethnischen Lettin Iveta Strautiņa verheiratet. Von 2010 bis 2014 war er in zweiter Ehe mit Jeļena Sucharevja verheiratet.
Zu seinen Hobbys zählen Jogging und Fahrradfahren. Im Mai 2011 erlitt er beim Riga-Marathon einen Kollaps und lag zeitweise in einem Berliner Krankenhaus im Koma.
Neben seiner Muttersprache Russisch spricht Ušakovs auch fließend Lettisch und Englisch. Außerdem beherrscht er auch Deutsch, Schwedisch und Dänisch.